# Heisteria povedae
Heisteria povedae är en tvåhjärtbladig växtart som beskrevs av Q.Jimenez & S. Knapp. Heisteria povedae ingår i släktet Heisteria och familjen Erythropalaceae. Inga underarter finns listade i Catalogue of Life.